# 755
755(칠백오십오)는 754보다 크고 756보다 작은 자연수다.

## 수학
- 합성수로, 그 약수는 1, 5, 151, 755다. 진약수의 합은 157이므로, 755는 부족수다.
  - 228번째 반소수다. 앞의 반소수는 753, 다음 반소수는 758이다.
- {\displaystyle 19^{10}-1}은 755로 나누어떨어진다.

## 과학
- NGC 755(영어판): 고래자리 방향에 있는 나선은하.
- 755 퀸틸라(영어판): 소행성.

## 교통

### 철도
- 서울 지하철 7호선 부천시청역의 역번호.

### 도로
- 현도 제755호선

## 군사
- 755 해군 항공대(영어판): 과거 존재한 영국의 해군 항공대.
- U-755(영어판): 제2차 세계 대전에 사용된 나치 독일의 군용 잠수함.

## 문화유산
- 대한민국의 보물 제755호: 감지은니대방광불화엄경 주본 권5~6

## 스포츠
- 미국의 야구 선수였던 행크 에런은 통산 755개의 홈런을 기록했다.

## 기타
- 연도: 755년, 기원전 755년
- 755 (나나고고)(일본어판): 사이버에이전트에서 제공하는 스마트폰 애플리케이션.